# 伝統文化放送
株式会社伝統文化放送（でんとうぶんかほうそう）は、かつて存在した電気通信役務利用放送事業者。松竹の子会社であった。
歌舞伎を中心として能、文楽、落語、日本舞踊など日本の伝統芸能を放送する専門チャンネル「歌舞伎チャンネル」を運営、スカパー!で衛星役務利用放送を行うほか、ケーブルテレビ局への配信を行っていた。
2009年1月26日、親会社の松竹が株式会社伝統文化放送の解散を発表。2009年3月31日付で解散を決議し、8月31日で清算を完了した。「歌舞伎チャンネル」の運営は同年4月1日より衛星劇場の子会社「株式会社歌舞伎チャンネル」に引き継がれた。

## 沿革
- 1996年12月11日 - 株式会社伝統文化放送設立。
- 1997年5月1日 - 「伝統文化放送・カルチャーチャンネル」の名称で、パーフェクTV!（現・スカパー!）で放送開始。
- 2003年7月1日 - 「歌舞伎チャンネル」にチャンネル名変更。
- 2009年
  - 1月26日 - 松竹が伝統文化放送の解散を発表。
  - 3月31日 - 伝統文化放送の解散を決議。
  - 4月1日 - 衛星劇場の子会社「株式会社歌舞伎チャンネル」が歌舞伎チャンネルの運営を承継。
  - 8月31日 - 清算完了。